# Campionato europeo femminile FIRA 2008
Il campionato europeo femminile 2008 (in olandese FIRA Dames Europees Kampioenschap 2008) fu la 13ª edizione del campionato europeo di rugby a 15 femminile ufficialmente organizzato dalla FIRA - AER.
Entrambe le divisioni di torneo, la Pool A e la Pool B, si tennero nei Paesi Bassi dal 17 al 24 maggio 2008.
A vincere la prima divisione fu, per la terza volta, l'Inghilterra, che in finale batté 12-6 il Galles in una gara senza mete.
Al terzo posto si piazzò invece l'Irlanda che, pur pareggiando l'incontro di consolazione con la Francia per 22-22, si aggiudicò la vittoria per avere marcato 4 mete contro le 3 avversarie.
Relativamente alla Pool B, alla quale fu invitata la rappresentativa rugbistica femminile dell'Armée de terre, essa vide la vittoria della Russia proprio contro le militari francesi, anch'esse giunte in finale al termine dell'elaborato torneo.

## Formula
La prima divisione (Pool A) si svolse con la formula dell'eliminazione diretta: le otto squadre partecipanti a tale torneo furono accoppiate in incontri di sola andata validi per i quarti di finale; le squadre vincenti disputarono le semifinali per il titolo e quelle perdenti i play-off per i posti dal quinto all'ottavo.
Per quanto riguarda la seconda divisione, altresì, essa fu disputata con una formula mai adottata in precedenza.
Nella prima giornata le sei squadre furono suddivise in due sottogruppi da tre ciascuna e ciascun gruppo disputò contro le altre due con cui fu accoppiata un minitorneo triangolare con gare di 20 minuti; in base alla classifica complessiva delle sei squadre la prima, la quarta e la quinta formarono, nella seconda giornata di torneo, il girone A, mentre le altre tre il girone B.
Anche le gare di tali gironi furono triangolari della durata di metà partita regolare.
Al termine di tale fase si stilò la classifica per girone e le due squadre vincitrici disputarono la finale per il primo posto, le seconde quella del terzo posto e le ultime quella del quinto posto.
Gli incontri di entrambe le divisioni si tennero in varie città dei Paesi Bassi ma le finali si tennero al Nationaal Rugby Centrum di Amsterdam.

## Squadre partecipanti

### Pool A
- Francia
- Galles
- Inghilterra
- Irlanda
- Paesi Bassi
- Scozia
- Spagna
- Svezia

### Pool B
- Belgio
- Finlandia
- Francia Militare
- Germania
- Romania
- Russia

## Pool A

### Quarti di finale
|  | Quarti di finale | Quarti di finale |             |         | Semifinali                | Semifinali                |  |  | Finale | Finale |
|  |                  |                  |             |         |                           |                           |  |  |        |        |
|  |                  |                  |             |         |                           |                           |  |  |        |        |
|  |                  |                  |             |         |                           |                           |  |  |        |        |
|  | Inghilterra      | 80               |             |         |                           |                           |  |  |        |        |
|  | Inghilterra      | 80               |             |         |                           |                           |  |  |        |        |
|  | Svezia           | 3                |             |         |                           |                           |  |  |        |        |
|  | Svezia           | 3                | Inghilterra | 22      |                           |                           |  |  |        |        |
|  |                  |                  | Inghilterra | 22      |                           |                           |  |  |        |        |
|  |                  | Irlanda          | 11          |         |                           |                           |  |  |        |        |
|  | Spagna           | Irlanda          | 11          | 7       |                           |                           |  |  |        |        |
|  | Spagna           |                  |             | 7       |                           |                           |  |  |        |        |
|  | Irlanda          | 41               |             |         |                           |                           |  |  |        |        |
|  | Irlanda          | 41               | Inghilterra | 12      |                           |                           |  |  |        |        |
|  |                  |                  | Inghilterra | 12      |                           |                           |  |  |        |        |
|  |                  | Galles           | 6           |         |                           |                           |  |  |        |        |
|  | Francia          | Galles           | 6           | 24      |                           |                           |  |  |        |        |
|  | Francia          |                  |             | 24      |                           |                           |  |  |        |        |
|  | Paesi Bassi      | 3                |             |         |                           |                           |  |  |        |        |
|  | Paesi Bassi      | 3                | Francia     | 10      | Finale per il terzo posto | Finale per il terzo posto |  |  |        |        |
|  |                  |                  | Francia     | 10      | Finale per il terzo posto | Finale per il terzo posto |  |  |        |        |
|  |                  | Galles           | 18          |         |                           |                           |  |  |        |        |
|  | Galles           | Galles           | 18          | 27      | Irlanda                   | 22                        |  |  |        |        |
|  | Galles           |                  |             | 27      | Irlanda                   | 22                        |  |  |        |        |
|  | Scozia           | 0                |             | Francia | 22                        |                           |  |  |        |        |
|  | Scozia           | 0                |             |         | 22                        |                           |  |  |        |        |
|  |                  |                  |             |         |                           |                           |  |  |        |        |
|  |                  |                  |             |         |                           |                           |  |  |        |        |

| Amsterdam 17 maggio 2008 | Inghilterra | 80 – 3 | Svezia | Nationaal Rugby Centrum |

| Amsterdam 17 maggio 2008 | Paesi Bassi | 3 – 24 | Francia | Nationaal Rugby Centrum |

| Amsterdam 17 maggio 2008 | Scozia | 10 – 27 | Galles | Nationaal Rugby Centrum |

| Amsterdam 17 maggio 2008 | Irlanda | 41 – 7 | Spagna | Nationaal Rugby Centrum |

### Play-offper il 5º posto
|  | Semifinali  | Semifinali  | Semifinali |        |        | Finale 5º posto | Finale 5º posto | Finale 5º posto |  |
|  |             |             |            |        |        |                 |                 |                 |  |
|  | Svezia      | Svezia      | 0          |        |        |                 |                 |                 |  |
|  | Svezia      | Svezia      | 0          |        |        |                 |                 |                 |  |
|  | Spagna      | Spagna      | 20         |        |        |                 |                 |                 |  |
|  | Spagna      | Spagna      | 20         |        | Spagna | Spagna          | 25              |                 |  |
|  |             |             |            |        | Spagna | Spagna          | 25              |                 |  |
|  |             |             | Scozia     | Scozia | 27     |                 |                 |                 |  |
|  | Paesi Bassi | Paesi Bassi | Scozia     | Scozia | 27     | 0               |                 |                 |  |
|  | Paesi Bassi | Paesi Bassi |            |        |        | 0               |                 |                 |  |
|  | Scozia      | Scozia      | 26         |        |        | Finale 7º posto | Finale 7º posto | Finale 7º posto |  |
|  | Scozia      | Scozia      | 26         |        |        |                 |                 |                 |  |
|  |             |             |            |        |        |                 |                 |                 |  |
|  |             |             |            |        |        | Svezia          | Svezia          | 6               |  |
|  |             |             |            |        |        | Svezia          | Svezia          | 6               |  |
|  |             |             |            |        |        | Paesi Bassi     | Paesi Bassi     | 7               |  |

#### Semifinali
| Drachten 20 maggio 2008 | Svezia | 0 – 20 | Spagna |  |

| Leida 20 maggio 2008 | Paesi Bassi | 0 – 26 | Scozia |  |

#### Finale per il 7º posto
| Amsterdam 24 maggio 2008 | Paesi Bassi | 7 – 6 | Svezia | Nationaal Rugby Centrum |

#### Finale per il 5º posto
| Amsterdam 24 maggio 2008 | Scozia | 27 – 25 | Spagna | Nationaal Rugby Centrum |

### Play-offper il titolo

#### Semifinali
| Drachten 20 maggio 2008 | Inghilterra | 22 – 11 | Irlanda |  |

| Leida 20 maggio 2008 | Francia | 10 – 18 | Galles |  |

#### Finale per il 3º posto
| Amsterdam 24 maggio 2008                                                                          | Irlanda | 22 – 22                 | Francia | Nationaal Rugby Centrum |
| Cantwell Briggs Brosnan Feighery mt Allainmat Gauffinet (2) Davitt tr Sartini Bailon c.p. Sartini |         |                         |         |                         |
|                                                                                                   |         |                         |         |                         |
| Cantwell Briggs Brosnan Feighery                                                                  | mt      | Allainmat Gauffinet (2) |         |                         |
| Davitt                                                                                            | tr      | Sartini Bailon          |         |                         |
|                                                                                                   | c.p.    | Sartini                 |         |                         |

#### Finale
| Amsterdam 24 maggio 2008  | Inghilterra | 12 – 6    | Galles | Nationaal Rugby Centrum |
| McLean (4) c.p. Evans (2) |             |           |        |                         |
|                           |             |           |        |                         |
| McLean (4)                | c.p.        | Evans (2) |        |                         |

## Pool B

### Primo turno
| Data           | Incontro                    | Risultato | Sede      |
| -------------- | --------------------------- | --------- | --------- |
| 19 maggio 2008 | Romania ― Finlandia         | 13-5      | Utrecht   |
| 19 maggio 2008 | Russia ― Finlandia          | 39-0      | Utrecht   |
| 19 maggio 2008 | Russia ― Romania            | 32-3      | Utrecht   |
| 19 maggio 2008 | Belgio ― Germania           | 0-5       | Castricum |
| 19 maggio 2008 | Francia Militare ― Germania | 17-5      | Castricum |
| 19 maggio 2008 | Francia Militare ― Belgio   | 5-0       | Castricum |

|   | Squadra          | G | V | N | P | PF | PS | P±  | PT |
| - | ---------------- | - | - | - | - | -- | -- | --- | -- |
| A | Russia           | 2 | 2 | 0 | 0 | 71 | 3  | +68 | 4  |
| B | Francia Militare | 2 | 2 | 0 | 0 | 22 | 5  | +17 | 4  |
| B | Germania         | 2 | 1 | 0 | 1 | 10 | 17 | -7  | 2  |
| A | Romania          | 2 | 1 | 0 | 1 | 16 | 37 | -21 | 2  |
| A | Belgio           | 2 | 0 | 0 | 2 | 0  | 10 | -10 | 0  |
| B | Finlandia        | 2 | 0 | 0 | 2 | 5  | 52 | -47 | 0  |

### Secondo turno

#### Girone A
| Data           | Incontro         | Risultato | Sede    |
| -------------- | ---------------- | --------- | ------- |
| 21 maggio 2008 | Russia ― Belgio  | 22-0      | Tilburg |
| 21 maggio 2008 | Romania ― Belgio | 7-15      | Tilburg |
| 21 maggio 2008 | Russia ― Romania | 29-0      | Tilburg |

|  | Squadra | G | V | N | P | PF | PS | P±  | PT |
|  | ------- | - | - | - | - | -- | -- | --- | -- |
|  | Russia  | 2 | 2 | 0 | 0 | 51 | 0  | +51 | 4  |
|  | Belgio  | 2 | 1 | 0 | 1 | 15 | 29 | -14 | 2  |
|  | Romania | 2 | 0 | 0 | 2 | 7  | 44 | -37 | 0  |

#### Girone B
| Data           | Incontro                     | Risultato | Sede                  |
| -------------- | ---------------------------- | --------- | --------------------- |
| 21 maggio 2008 | Francia Militare ― Finlandia | 29-0      | Driebergen-Rijsenburg |
| 21 maggio 2008 | Germania ― Finlandia         | 39-3      | Driebergen-Rijsenburg |
| 21 maggio 2008 | Francia Militare ― Germania  | 10-7      | Driebergen-Rijsenburg |

|  | Squadra          | G | V | N | P | PF | PS | P±  | PT |
|  | ---------------- | - | - | - | - | -- | -- | --- | -- |
|  | Francia Militare | 2 | 2 | 0 | 0 | 39 | 7  | +32 | 4  |
|  | Germania         | 2 | 1 | 0 | 1 | 46 | 13 | +33 | 2  |
|  | Finlandia        | 2 | 0 | 0 | 2 | 3  | 68 | -65 | 0  |

### Finali

#### Finale per il 5º posto
| Amsterdam 23 maggio 2008 | Romania | 12 – 5 | Finlandia | Nationaal Rugby Centrum |

#### Finale per il 3º posto
| Amsterdam 23 maggio 2008 | Germania | 19 – 15 | Belgio | Nationaal Rugby Centrum |

#### Finale
| Amsterdam 23 maggio 2008 | Russia | 31 – 14 | Francia Militare | Nationaal Rugby Centrum |